# Serguéi Brin
Serguéi Mijáilovich Brin (en ruso: Серге́й Миха́йлович Брин, Moscú, Unión Soviética, 21 de agosto de 1973) es un empresario e informático teórico ruso y estadounidense de origen judío que junto a Larry Page, fundó Google. En conjunto, Brin y Page todavía mantienen el control de un 16% de la compañía. Es a su vez una de las personas más ricas del mundo, con una fortuna personal estimada en 101 mil millones de dólares en julio de 2023.
Brin está interesado en otras áreas y financia diversos proyectos de investigación y filantropía. The Economist lo describió como un «Hombre Ilustrado» y como alguien que pensaba que el conocimiento siempre es bueno, y sin duda siempre mejor que la ignorancia, una filosofía que puede aplicarse a la «misión» de Google de «organizar la información de todo el mundo y hacerla universal y útil para todo»; así, el lema no oficial que Google tiene es: no seas malvado.
Brin emigró a Estados Unidos desde la Unión Soviética a los seis años. Se licenció en la Universidad de Maryland, siguiendo los pasos de su padre y su abuelo al estudiar matemáticas e informática. Tras graduarse, se matriculó en la Universidad de Stanford para obtener un doctorado en informática. Allí conoció a Page, con quien construyó un motor de búsqueda. El programa se hizo popular en Stanford, y abandonaron sus estudios de doctorado para poner en marcha Google en el garaje de Susan Wojcicki en Menlo Park.

## Primeros años
Sus padres, la investigadora del Goddard Space Flight Center de la NASA Eugenia Brin y el profesor de matemáticas Mijaíl Brin, ambos judíos, emigraron a Estados Unidos desde la Unión Soviética cuando contaba con seis años de edad.
La familia Brin vivía en un apartamento de tres habitaciones en el centro de Moscú, que también compartían con la abuela paterna de Sergey. En 1977, después de que su padre regresara de una conferencia de matemáticas en Varsovia, Polonia, Mikhail Brin anunció que había llegado el momento de que la familia emigrara. Solicitaron formalmente su visado de salida en septiembre de 1978, y como resultado, su padre fue "despedido rápidamente". Por motivos relacionados, su madre tuvo que dejar su trabajo. Durante los ocho meses siguientes, sin ingresos fijos, se vieron obligados a aceptar trabajos temporales mientras esperaban, temerosos de que su solicitud fuera denegada, como les ocurrió a muchos refuseniks. En mayo de 1979, se les concedió el visado oficial de salida y se les permitió abandonar el país.
La familia Brin vivió en Viena y París mientras Mikhail Brin conseguía un puesto de profesor en la Universidad de Maryland con la ayuda de Anatole Katok. Durante este tiempo, la familia Brin recibió apoyo y asistencia de la Hebrew Immigrant Aid Society. Llegaron a Estados Unidos el 25 de octubre de 1979.
Brin asistió a la escuela primaria en Paint Branch Montessori School en Adelphi (Maryland), pero recibió más educación en casa; su padre, profesor del departamento de matemáticas de la Universidad de Maryland, le animó a aprender matemáticas y su familia le ayudó a conservar sus conocimientos de ruso. Estudió en el Eleanor Roosevelt High School, Maryland. En septiembre de 1990, Brin se matriculó en la Universidad de Maryland, donde se licenció en el Departamento de Informática en 1993 con matrícula de honor en informática y matemáticas a la edad de 19 años. En 1993, hizo prácticas en Wolfram Research, los desarrolladores de Mathematica.
Estudió en la Paint Branch Montessori School en Adelphi, Maryland. Su padre alentó su interés por las matemáticas, para las que siempre tuvo disposición. Después del instituto, se matriculó en la Universidad de Maryland para estudiar Ciencias Matemáticas y Ciencias de la Computación, siguiendo los pasos de su abuelo. Después de su graduación se trasladó a la Universidad de Stanford para doctorarse en ciencias de la computación gracias a una beca. Allí conoció a Larry Page, con quien más tarde entablaría amistad. En una habitación compartida desarrollaron gracias a la minería de datos un motor de búsqueda. El programa se hizo popular en Stanford y suspendieron sus estudios de doctorado para poner en marcha el futuro buscador de Google en el garaje que le alquilaron a Susan Wojcicki, empleada número 18 de la empresa y actual directora ejecutiva de YouTube, en Menlo Park.
La empresa en pocos años tuvo un gran éxito a nivel mundial. 
Recibió su graduado con honores en mayo de 1993 y comenzó sus estudios de postgrado en la Universidad de Stanford, gracias a una beca de la National Science Foundation. Ese mismo año, además, comenzó a trabajar en Wolfram Research, la empresa creadora de Mathematica.
Brin comenzó sus estudios de posgrado en informática en la Universidad de Stanford con una beca de posgrado de la National Science Foundation, obteniendo un máster en informática en 1995.  A 2008, estaba de baja de sus estudios de doctorado en Stanford. 

## Desarrollo de motores de búsqueda

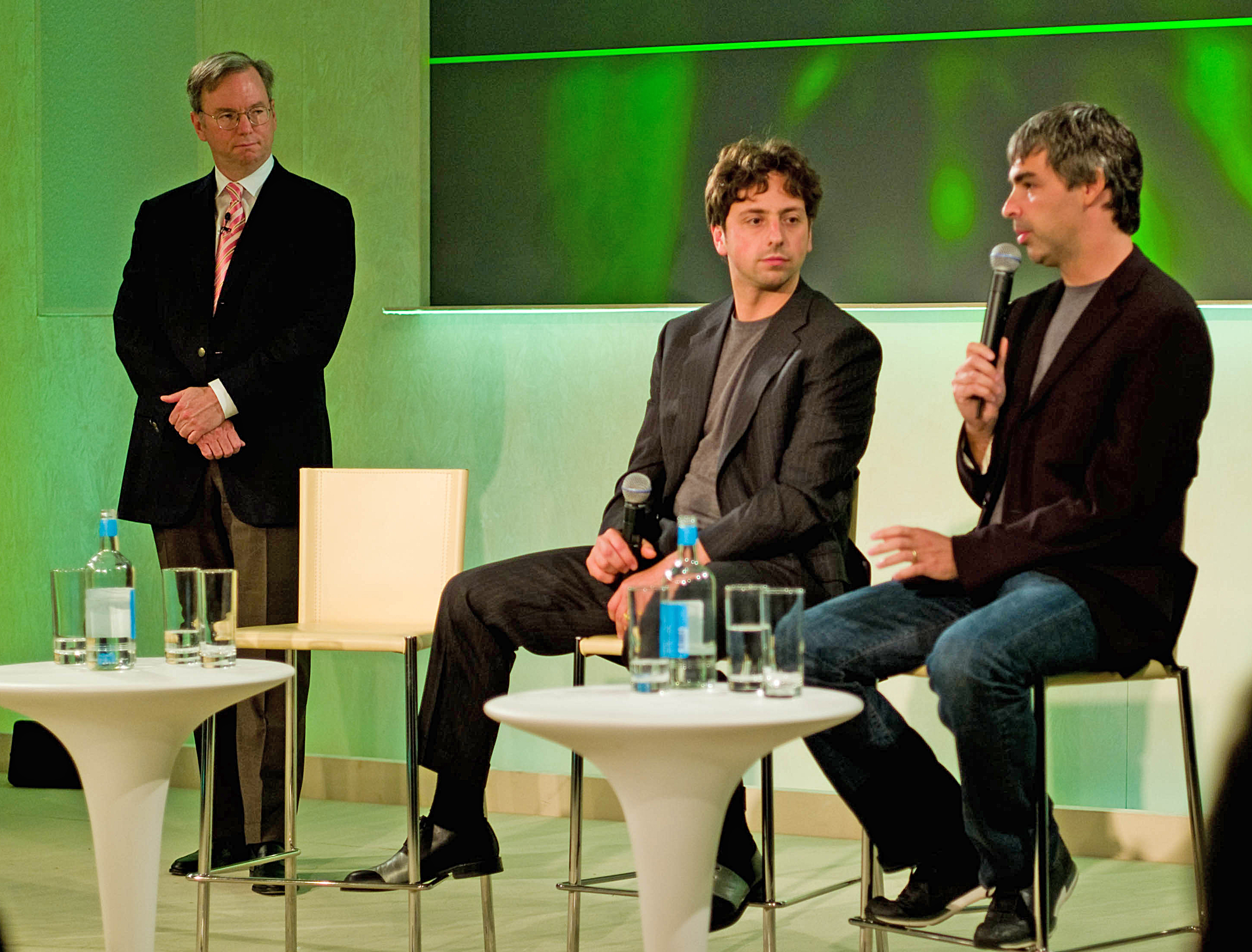
De izquierda a derecha, Eric Schmidt, Sergey Brin y Larry Page, 2008

Durante una orientación para nuevos estudiantes en Stanford, conoció a Larry Page. Los dos hombres parecían discrepar en la mayoría de los temas, pero después de pasar tiempo juntos "se convirtieron en almas gemelas intelectuales y amigos íntimos." Brin se centraba en el desarrollo de sistemas de minería de datos, mientras que Page se dedicaba a extender "el concepto de inferir la importancia de un artículo de investigación a partir de sus citass en otros artículos". Juntos escribieron un artículo titulado "The Anatomy of a Large-Scale Hypertextual Web Search Engine". 
Para convertir los datos de backlinks recopilados por el rastreador web de BackRub en una medida de la importancia de una página web determinada, Brin y Page desarrollaron el PageRank, y se dieron cuenta de que podría utilizarse para construir un motor de búsqueda muy superior a los existentes en ese momento. El nuevo algoritmo se basaba en un nuevo tipo de tecnología que analizaba la relevancia de los backlinks que conectaban una página web con otra, y permitía que el número de enlaces y su rango, determinaran el rango de la página. Combinando sus ideas, empezaron a utilizar la habitación del dormitorio de Page como laboratorio de máquinas, y extrajeron piezas de repuesto de ordenadores baratos para crear un dispositivo que utilizaron para conectar el incipiente motor de búsqueda con la red de banda ancha del campus de Stanford.
Después de llenar la habitación de Page de equipos, convirtieron el dormitorio de Brin en una oficina y centro de programación, donde probaron sus nuevos diseños de motores de búsqueda en la web. El rápido crecimiento de su proyecto hizo que la infraestructura informática de Stanford experimentara problemas.

## Google
Brin conoció a Larry Page durante unas jornadas de orientación para nuevos estudiantes en la Universidad de Stanford. Aunque inicialmente chocaron, no tardaron en conectar y comenzaron a compartir ideas. Les unía especialmente su interés matemático por la World Wide Web. Fruto de esta unión nacería en 1996 BackRub, el buscador predecesor de Google. El proyecto creció rápidamente y se dieron cuenta de que habían creado un magnífico motor de búsqueda, que aplicaron a la web con excelentes resultados. Optaron por dejar sus estudios en la Universidad y dedicarse por completo al buscador, solicitando ayudas económicas a profesores, familia y amigos. Compraron servidores y alquilaron un garaje en Menlo Park. La historia de Google Inc. había comenzado.
El 23 de octubre de 2000, con la intención de autofinanciar Google, Brin y Page crearon Google Adwords (que más tarde, en 2018 pasó a llamarse Google Ads). Esta es actualmente una de las mayores plataformas del mundo de publicidad en línea y la principal fuente de ingresos de la compañía.
El 10 de agosto de 2015 fue escogido como nuevo Presidente de Alphabet Inc. fundada ese mismo día, después de la reorganización de Google de donde estaba a cargo de Google X.

## Otros datos
Brin y Page han sido galardonados con muchos premios, siendo el Premio Príncipe de Asturias de Comunicación y Humanidades uno de los más relevantes (recibido el 24 de octubre de 2008, en nombre de Google). Brin ha sido ponente en varios foros académicos, empresariales y tecnológicos internacionales, incluidos el Foro Económico Mundial y la Conferencia sobre Tecnología, Entretenimiento y Diseño. En 2004 él y Page fueron nombrados Marconi Fellows.

## Vida privada
En mayo de 2007, Brin se casó con Anne Wojcicki en las Bahamas. Wojcicki es una biotecnóloga graduada en la universidad de Yale en 1996, con una licenciatura en biología. Ella ha tenido un interés activo en la información sobre la salud, y junto a Brin, ha estado desarrollando nuevas formas de mejorar el acceso a ésta. Como parte de sus esfuerzos, han tenido conversaciones con investigadores líderes en el proyecto del genoma humano. Brin instintivamente se refiere a la genética como una base de datos y un problema computacional. Es así como su esposa se convierte en cofundadora de la empresa 23andMe, que permite a la gente analizar y comparar su propio mapa genético (consistente en 23 pares de cromosomas). En un reciente anuncio en la conferencia de Google Zeitgeist, Brin ha dicho que espera que algún día podamos aprender de nuestro código genético, así como ayudar a los doctores, pacientes e investigadores a analizar la información y de esa manera intentar reparar los errores de éste. 
La madre de Brin, Eugenia ha sido diagnosticada del mal de Parkinson. En 2008, él decidió hacer una donación a la Escuela de Medicina de la Universidad de Maryland, donde su madre ha estado siendo tratada. Brin ha usado los servicios de 23andMe y ha descubierto que a pesar de todo, el Parkinson generalmente no es hereditario. En un editorial del The Economist se le pregunta si la felicidad no es la ignorancia acerca de estos temas, él responde que no, porque ahora puede tomar medidas para prevenir esta enfermedad. Actualmente Brin y su esposa dirigen la organización sin fines de lucro: The Brin Wojcicki Foundation.

## Otros intereses
Brin está involucrado en otros proyectos más personales fuera del ámbito de Google. Así, junto a Larry Page, busca la manera de resolver el problema de la energía mundial y los peligros medioambientales a través del área filantrópica de Google llamada Google.org, que invierte en la industria de la energía para encontrar nuevas fuentes  renovables. La compañía reconoce que sus fundadores quieren "resolver los grandes problemas de la humanidad utilizando la tecnología".